# تخته سیمان

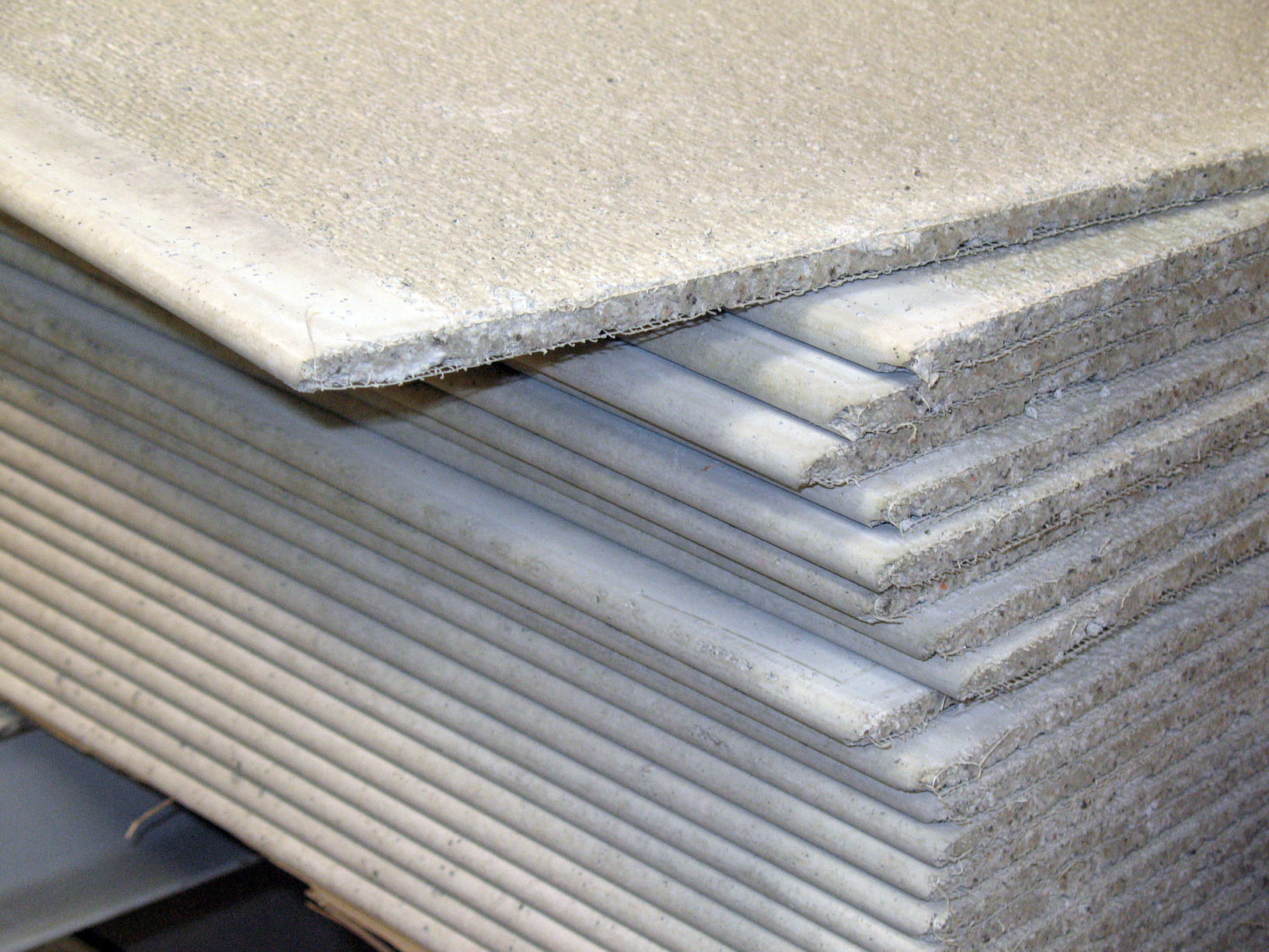
سیمان برد از سیمان پرتلند دانه بندی شده با مش الیاف شیشه بر روی سطوح تشکیل شده است. این تخته سیمانی با ضخامت 5/16 اینچ (7.9 میلی‌متر) به عنوان یک لایه زیرین برای کف کاشی طراحی شده است. این صفحات 3 در 5 فوت (91 در 152 سانتی متر) هستند.

از تخته سیمان یا Cement board  یا صفحات آکوا‌پانل Aquapanel به منظور پوشش خارجی دیوارهای خارجی ساختمان و از دیوار خشک به منظور پوشش داخلی دیوارها، در قاب‌بندی فولادی سبک استفاده می‌شود.